# Свет иных дней
Свет иных дней (англ. The Light of Other Days) — научно-фантастический роман Артура Кларка и Стивена Бакстера, написанный в 2000 году.

## Сюжет
2033 год. К Земле приближается астероид Полынь (англ. Wormwood) 400 км в диаметре, который упадёт в Тихий океан 27 мая 2534 года. У землян нет технологии для предотвращения столкновения с таким большим космическим телом и не предвидится её изобретение в оставшееся до столкновения время. Многие страны борются с экологическими проблемами; Англия из-за этого стала штатом США.
Хайрам Патерсон — владелец научно-технической и медиакорпорации «Наш мир» (размещенной в Сиэтле на месте бывшего кампуса Microsoft) создал технологию передачи данных без временных задержек гамма-лучами через червоточины в ткани пространства-времени, которые стабилизировались двигателями Казимира. Он пригласил поработать на себя своего сына от первого брака — Давида, выдающегося европейского физика. Хайрам не видел его со времени развода с его матерью, но, из прагматических соображений, обеспечил получение Давидом блестящего математического образования. Задача Давида — увеличить размер червоточин, способных передавать световые лучи без использования оборудования на противоположном конце червоточины. Это позволило бы осуществлять визуальное наблюдение за произвольно выбранным местом.
Журналистку Кейт Манцони интересует возможное применение Хайремом этой технологии. Она завязывает отношения с Бобби — младшим сыном Хайрема, плейбоем и руководителем проекта виртуальной реальности «Глаз разума» в «Нашем мире». После разработки Давидом специального устройства — червокамеры (англ. WormCam) — Бобби и Кейт проникают в его лабораторию, чтобы использовать ее для шпионажа за проповедником-аферистом с целью проведения Кейт журналистского расследования. Во время близости Кейт обнаруживает у Бобби нейроимплант, который установил Хайрем, чтобы подавлять его волю и чувство влюбленности. Хайрем застает их на месте преступления, но Бобби уговаривает его предоставить Кейт работу для их обоюдной выгоды.
Когда технология визуального наблюдения становится доступна широкой публике, она эффективно уничтожает всю секретность и конфиденциальность. 
В романе рассматриваются философские проблемы, возникающие у населения Земли (все больше и больше страдающего от экологических проблем и политических беспорядков) в связи с осознанием того, что они могут находиться под постоянным наблюдением любого человека, а также того, что они сами могут наблюдать за кем угодно без веих ведома наблюдаемого. В частности, любому человеку доступно наблюдение прошлых событий, связанных с членами его семьи.